# 히가시무코역
히가시무코역(일본어: 東向日駅, ひがしむこうえき)은 일본 교토부 무코시에 있는 한큐 전철 교토 본선의 역이다. 역 번호는 HK-79이다.

## 역사
- 1928년 11월 1일: 신케이한 철도 다카쓰키초(현, 다카쓰키시 역) ~ 교토사이인 역(현, 사이인 역) 구간 연장과 동시에 히가시무코마치역(일본어: 東向日町駅, ひがしむこうまちえき)으로 개업. 개통 초기에는 대피선이 존재했다.
- 1930년 9월 15일: 회사 합병으로 게이한 전기철도 신케이한 선의 역이 됨.
- 1943년 10월 1일: 회사 합병으로 게이한신 급행전철(현, 한큐 전철)의 역이 됨.
- 1949년 12월 1일: 신케이한 선이 교토 본선으로 노선명이 변경되어 당 노선이 됨.
- 1972년 10월 1일: 무코 정의 시제 제도 시행으로 히가시무코역으로 역명 변경.
- 2013년 12월 21일: 역 번호 도입.

## 역 구조
상대식 승강장 2면 2선의 지상역이다. 분기기, 절대 신호를 갖지 않아 정류장으로 분류된다. 역사는 두 승강장의 우메다 방향에 있으며 두 승강장은 지하도로 연결된다. 우메다 방면 승강장 측의 개찰구(동쪽)는 무인(역무원 배치)인 관계로 자동 매표기가 설치되어 있다. 경륜 개최 시를 대비하여 승강장 폭은 넓고 자동 개찰기 대수가 많다.

### 승강장
| 번호 | 노선        | 방향 | 행선                                                               |
| ---- | ----------- | ---- | ------------------------------------------------------------------ |
| 서측 | ■ 교토 본선 | 상행 | 가쓰라・아라시야마・가라스마・교토 방면                            |
| 동측 | ■ 교토 본선 | 하행 | 오사카 (우메다)・아와지・덴가차야・기타센리・고베・다카라즈카 방면 |

- 무코마치 경륜장에서 경륜이 개최될 때는 저녁의 쾌속 급행 열차가 임시 정차하는 것이 있다. 2001년 3월 24일의 다이아 개정 이전은 낮, 저녁의 일부 급행이 임시 정차했다.
- 라쿠사이구치 역 개통 전에는 가쓰라 차고(가쓰라 역) 구내 배선 관계 상으로 본 역 출발 열차가 설정되어 있었지만 라쿠사이구치 역 개통 후에는 라쿠사이구치 역 출발로 변경되었다.

## 역 주변
- 서일본여객철도(JR 서일본) 무코마치역 - 본 역에서의 거리는 500m로, 도보로 연결 가능하다.
- 무코 시청
- 무코 시립 도서관
- 무코 시 문화 자료관
- 무코 시 복지 회관
- 무코마치 역전 우체국
- 무코마치 데라도 우체국
- 교토 무코마치 경륜장 - 경륜 개최일만 경륜장행 무료 셔틀 버스가 운행된다.

## 인접역
| 한큐 전철 ■ 교토 본선      | 한큐 전철 ■ 교토 본선 | 한큐 전철 ■ 교토 본선              |
| -------------------------- | --------------------- | ---------------------------------- |
| HK-78 니시무코 우메다 방면 | ■ 준급 ■ 보통         | 라쿠사이구치 HK-80 가와라마치 방면 |